# Oekraïne op het Eurovisiesongfestival 2005
Oekraïne nam deel aan het Eurovisiesongfestival 2005 in Kiev, Oekraïne. Het was de derde deelname van het land op het Eurovisiesongfestival. De NTU was verantwoordelijk voor de Oekraïense bijdrage voor de editie van 2005.

## Selectieprocedure
Voor de eerste keer koos men ervoor om een nationale finale te organiseren.
Men ontving meer dan 700 kandidaturen waarna een jury dit terugbracht tot 75.
15 weken lang namen 5 artiesten het tegen elkaar op en de winnaar van elke week mocht doorgaan naar de finale.
Er werden ook nog 4 wildcards uitgedeeld.
De finale werd gehouden op 27 februari 2005.
| Volgorde | Lied                       | Artiest       | Punten | Plaats |
| -------- | -------------------------- | ------------- | ------ | ------ |
| 1        | "Vidlitay"                 | Stand.Up      | 139    | 8ste   |
| 2        | "My angel"                 | NeDilya       | 54     | 13de   |
| 3        | "Ottay"                    | Tayana        | 19     | 17de   |
| 4        | "Ne spy moja ridna zemlja" | Mandry        | 142    | 7de    |
| 5        | "Nochnoy gorod"            | Ex-Presidenti | 41     | 14de   |
| 6        | "Patriot"                  | Yurcash       | 342    | 3de    |
| 7        | "Pozavchora                | Tiana Ravi    | 19     | 17de   |
| 8        | "Chas Pryjshov"            | De Shifer     | 341    | 4de    |
| 9        | "Zaberi menya"             | Foxy          | 23     | 15de   |
| 10       | "Svit za viknom"           | Viktor Pavlik | 60     | 12de   |
| 11       | "Paperoviy choven"         | Gavrilas      | 15     | 19de   |
| 12       | "Nashe lito"               | Tartak        | 342    | 5de    |
| 13       | "Znaky pitannya"           | Daleko        | 110    | 9de    |
| 14       | "A Little Shot of Love"    | Ani Lorak     | 1952   | 2de    |
| 15       | "Lovy mene"                | Talita Kum    | 105    | 10de   |
| 16       | "Veter"                    | Lourdes       | 23     | 15de   |
| 17       | "Freedom"                  | Volya         | 62     | 11de   |
| 18       | "Zemlya rodnaya"           | Tartak        | 342    | 5de    |
| 19       | "Razom nas bahato"         | Greenjolly    | 2247   | 1ste   |

## In Kiev
In de finale moest men optreden als zestiende, na Macedonië en voor Duitsland. Op het einde van de avond bleek dat ze op de gedeelde negentiende plaats was geëindigd met 30 punten.
Men ontving 1 keer het maximum van de punten.
België en Nederland hadden geen punten over voor deze inzending.

### Gekregen punten

#### Finale
| 12 punten | 10 punten | 8 punten   | 7 punten   | 6 punten |
| --------- | --------- | ---------- | ---------- | -------- |
| - Polen   |           | - Moldavië | - Portugal |          |
| 5 punten  | 4 punten  | 3 punten   | 2 punten   | 1 punt   |
|           |           |            | - Rusland  | - Spanje |

### Punten gegeven door Oekraïne

#### Halve Finale
Punten gegeven in de halve finale:
| 12 punten | Moldavië    |
| 10 punten | Hongarije   |
| 8 punten  | Polen       |
| 7 punten  | Kroatië     |
| 6 punten  | Noorwegen   |
| 5 punten  | Israël      |
| 4 punten  | Wit-Rusland |
| 3 punten  | Slovenië    |
| 2 punten  | Letland     |
| 1 punt    | Roemenië    |

#### Finale
Punten gegeven in de finale:
| 12 punten | Moldavië             |
| 10 punten | Malta                |
| 8 punten  | Kroatië              |
| 7 punten  | Israël               |
| 6 punten  | Noorwegen            |
| 5 punten  | Zwitserland          |
| 4 punten  | Rusland              |
| 3 punten  | Servië en Montenegro |
| 2 punten  | Hongarije            |
| 1 punt    | Letland              |

2003 · 2004 · 2005 · 2006 · 2007 · 2008 · 2009 · 2010 · 2011 · 2012 · 2013 · 2014 · 2015 · 2016 · 2017 · 2018 · 2019-2020 · 2021 · 2022 · 2023 · 2024 · 2025